# Fused multiply-add
Die Fused-multiply-add-Operation (FMA-Operation) ist eine Variante der Multiply-Accumulate-Operation (MAC) für Gleitkommazahlen und wird auf manchen Mikroprozessoren mit Gleitkommaeinheit für optimierte Berechnungen eingesetzt. Im Gegensatz zu der gewöhnlichen, im englischen auch als Unfused-multiply-add bezeichneten Operation führt die Fused-multiply-add-Operation die Berechnung mit voller Auflösung durch und rundet das Ergebnis erst am Ende der Berechnung.
Entwickelt wurde die Technologie bereits Ende der 1980er Jahre von IBM Research, fand zunächst jedoch nur geringe Verbreitung. Mit fortschreitender Integrationsdichte wurde eine einfache Implementierung der FMA-Technologie in GPUs, DSPs und CPUs möglich. Die FMA-Operation ist im Standard IEEE 754-2008 festgelegt.

## Anwendung
In numerischen Algorithmen treten häufig Operationen der Form
{\displaystyle \ a\leftarrow a+(b\cdot c)}
auf. Dies ist unter anderem bei der Auswertung von Skalarprodukten, bei Matrix-Operationen und bei der numerischen Integration der Fall.
Bei der herkömmlichen Unfused-multiply-add-Operation mit N Stellen wird dabei zunächst das Produkt b·c berechnet, dieses auf N Stellen gerundet, danach die Addition von a ausgeführt und das Endergebnis nochmal auf N Stellen gerundet. Bei der fused-multiply-add-Operation entfällt das Runden nach der Multiplikation, es wird der Ausdruck a+b·c mit voller Genauigkeit berechnet und erst am Schluss einmalig auf N finale Stellen gerundet. Damit verbunden ist bei der Fused-multiply-add-Operation ein geringfügig höherer Hardwareaufwand.
In manchen Situationen reduzieren sich etwas die Rundungsfehler. Bei der klassischen Skalarprodukt-Berechnung ist dies allerdings nur sehr selten der Fall, da meist |a| >> |b·c| ist. Dort gewinnt man mit anderen Techniken weitaus mehr Genauigkeit (z. B. durch das Nutzen von 4 oder 8 Akkumulatoren und einer finalen horizontalen Summe).
Zur Auswertung werden ohne FMA mindestens drei verschiedene Anweisungen benötigt:
- Laden von 'b' und 'c' in Register (Bedingung: 'b' und 'c' liegen nicht schon in Registern vor und die CPU unterstützt keine Speicheroperanden)
- Multiplikation von 'b' und 'c'
- Zwischenspeichern dieses Ergebnisses in einem Register
- Laden von 'a' in den Akkumulator (Bedingung: 'a' liegt nicht schon in einem Register vor und die CPU unterstützt keine Speicheroperanden)
- Addition von 'a' mit dem zuvor zwischengespeicherten Produkt '(b·c)'.

Falls für Operationen der Form {\displaystyle \ a\leftarrow a+(b\cdot c)} spezielle Opcodes definiert sind, so erfolgt die Auswertung durch eine optimierte Recheneinheit, dem Multiplier–Accumulator (MAC), der diese Anweisung in einem Schritt ausführt. Es verbleiben vom obigen Schema nur noch zwei Instruktionen, nämlich das Laden der Operanden und die anschließende FMA-Instruktion.

### Vorteile
- gesteigerte Gleitkommaleistung durch Verwendung der MAC[2]
- verbesserte Ausnutzung von Registern, kompakter Maschinencode
- erhöhte Präzision gegenüber der Realisierung mit zwei Instruktionen

### Nachteile
- die FMA-Technik muss durch Compiler unterstützt werden; der so erzeugte Maschinencode benötigt nun Opcodes, die von den üblichen 2-Adress- oder 3-Adress-Schemata abweichen. Die Optimierung zur Nutzung von FMA verlangt von Programmierern bisweilen einiges Fingergeschick und auch explizites Eingreifen.[3]

## Implementierungen
- AMD Radeon HD 5000 (und nachfolgende Architekturen)[4]
- ARM VFPv4[5]
- IBM RISC System/6000 (1990)[6]
- HP PA-8000 (1996) und später
- SCE-Toshiba Emotion Engine (1999)
- Intel Itanium (2001)
- Intel Core, siehe FMA x86
- nVidia GT200 (und nachfolgende Architekturen)[7]
- STI Cell (2006)
- Fujitsu SPARC64 VI (2007) und später
- AMD Bulldozer (2011), siehe auch FMA4
- AMD Zen/Ryzen (2017)